# Nelson Pessoa
Nelson Pessoa Filho (* 16. Dezember 1935 in Rio de Janeiro) ist ein ehemaliger brasilianischer Springreiter.

## Biografie
Er ist der Sohn eines Immobilien-Maklers und lebt seit 1961 in Europa, heute in der Nähe von Brüssel.
Zu seinen größten Erfolgen zählen, neben seinen Teilnahmen an fünf Olympischen Spielen und neun Weltmeisterschaften, die sieben Siege beim traditionsreichen Deutschen Springderby in Hamburg-Klein Flottbek. Damit ist er Rekordsieger dieses Wettbewerbs und der erste Teilnehmer, der es schaffte, mit demselben Pferd drei Jahre in Folge das Deutsche Springderby zu gewinnen. Weiter verbucht er zwei Siege im Großen Preis von Aachen und drei Siege beim Englischen Springderby in Hickstead.
Er ist seit 1966 einziger nicht-europäischer Europameister, da bis zu diesem Jahr auch Nicht-Europäer in diesem Championat starten durften.
Sein Sohn Rodrigo ist ebenfalls ein international erfolgreicher Springreiter.

## Erfolge
- Europameisterschaft:
  - 1965 in Aachen: Silbermedaille Einzel auf Gran Geste
  - 1966 in Luzern: Goldmedaille Einzel auf Gran Geste
- weitere:
  - 2 × Sieger im Großen Preis von Aachen (1964 auf Gran Geste und 1972 auf Nagir)[1]
  - 7 × Sieger des Deutschen Springderby in Hamburg (1962 auf Espartaco, 1963, 1965 und 1968 jeweils auf Gran Geste, 1992, 1993 und 1994 jeweils auf Vivaldi)[2]